# La Cinéscénie
La Cinéscénie du Puy du Fou est un spectacle son et lumière nocturne présenté par l'Association du Puy du Fou. Il met en scène, de manière romancée, l'histoire de la Vendée, du Moyen Âge à l'après-guerre, au travers de la famille Maupillier. Le spectacle est joué chaque année de début juin à la mi-septembre. 4 500 bénévoles (appelés Puyfolais) y participent.

## Historique

### Préambule
Le conseil général de la Vendée achète en 1977 le site du château et y crée, dans l'esprit des projets muséographiques de Georges Henri Rivière, un écomusée (ainsi qu'un centre de recherches et de documentation) animé par le conservateur départemental Francis Ribémont. Cet écomusée a depuis fermé ses portes, ses collections ayant rejoint en 2006 l'Historial de la Vendée, nouvel équipement muséographique réalisé à les Lucs-sur-Boulogne par le conseil général, et les archives départementales pour les ouvrages et documents[source insuffisante]. Le Puy du Fou rachète le château en 2012 au conseil général de la Vendée.
Parallèlement à l'écomusée est créé un spectacle nocturne qui retrace l'histoire fictive d'une famille locale, du Moyen Âge au XXe siècle : les Maupillier. Son héros est Jacques-Louis Maupillier. Pour le créer, Philippe de Villiers emprunte des éléments de plusieurs « Maupillier ». L'inspiration lui vient lors de la lecture d'Histoire de la Vendée militaire (1840-1842) de Jacques Crétineau-Joly, essayiste et historien contre-révolutionnaire. Il y est décrit différents passages de la vie du paysan Jacques-Louis Maupillier, enrôlé à un jeune âge dans la guerre de Vendée. De plus, Philippe de Villiers reprend la fonction de garde du château du Puy du Fou à un autre Maupillier pour façonner le héros du spectacle. Courant dans la région, le patronyme est orthographié variablement Maupillier, Maupillié, Maupillé, Maupillier et Mopilier. Installée depuis le XIIe siècle, une famille Maupillé est localisée avec le concours d'un historien.
L'historienne Valérie Sottocasa indique que la mise en scène utilise le château en fond de scène et exalte « le mythe d'un âge d'or durant lequel nobles et gens du peuple auraient été soudés par un même idéal communautaire, image qui ne reflète pas la réalité de l'époque » mais « qui a servi jusqu'à nos jours à consolider une culture politique dont témoignent les commémorations du Puy du Fou, sans doute les plus spectaculaires du genre ».

### Spectacle
Née de l'imagination de Philippe de Villiers en 1977 et incarnée, depuis, par 4 500 bénévoles appelés « Puyfolais », la Cinéscénie réunit 2 500 acteurs, 2 000 projecteurs, 28 000 costumes, 142 jets d'eau. Alexandre Lagoya compose une bande sonore pour le premier spectacle son et lumière Ce soir, la Vendée. La société Aquatique Show International conçoit et réalise les effets aquatiques, jeux d'eau et fontaines depuis 1984 (dans un premier temps pour le son et lumière et ensuite pour le parc). Le domaine de la sonorisation et de l'acoustique du parc et de La Cinéscénie est dévolu à Christian Heil, fondateur de L-Acoustics. De 1982 à 2002, la musique diffusée est signée, bénévolement, Georges Delerue ; en 2003, pour les vingt-cinq ans du Puy du Fou, Nick Glennie-Smith renouvelle la musique du spectacle. Quelques acteurs célèbres ont prêté leur voix au spectacle : Gérard Depardieu, Philippe Noiret, Jean Piat, Robert Hossein, Alain Delon, Suzanne Flon, Jean Reno, Catherine Salviat, Michel Duchaussoy. Avec une tribune panoramique de 13 069 places, le son et lumière accueille près de 360 000 spectateurs par an, lors de ses vingt-huit représentations. Koert Vermeulen (en) conçoit et réalise les effets visuels et lumineux du parc et du son et lumière depuis 2013. Il a l'idée d'introduire des drones dans ce spectacle pour créer une chorégraphie. ACT Lighting Design, Puy du Fou et la DGAC se sont associés pour créer les drones Neopter. Ceux-ci sont fabriqués par la société Pixiel,,,.
Depuis 1977, La Cinéscénie est un spectacle privé propriété de l'Association du Puy du Fou. Le premier spectacle a eu lieu le 16 juin 1978. 81 000 visiteurs y assistent la première année, alors qu'il en fallait 40 000 pour amortir les couts.

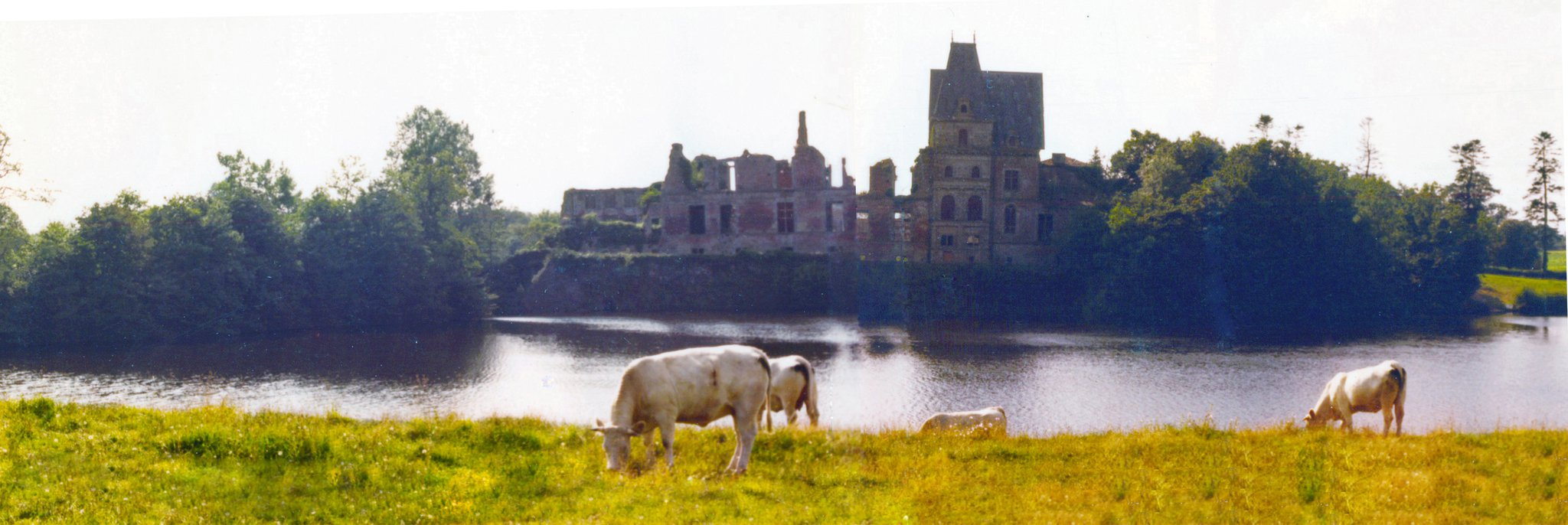
Le château du Puy du Fou dans les années 1970 avant l'arrivée des Puyfolais, de la Cinéscénie et du parc.

## Modifications apportées au spectacle au fil des années
Régulièrement, des modifications techniques ou scéniques sont apportées au spectacle.
En 1990, inauguration de la nouvelle tribune de 9 000 places en vue panoramique.
En 2015, la scène de la Renaissance s'étoffe, Catherine du Puy du Fou offre au roi François Ier un bal vénitien. Pour cette scène, quatre gondoles de 18 m de long sortent de l'eau et le château se transforme en palais des Doges.
En 2017 est construit le village du rempart. Il s'agit d'un nouveau décor-village de 70 mètres à la gauche du château. Les tableaux mettant en scène les drones Neopters évoluent, avec 12 neopters pour la scène des croix (bougies), 5 neopters pour la scène de la liberté (drapeaux tricolores) et, enfin, 20 neopters pour le final (danseuses). Le prélude est complètement revu. Les derniers bancs en bois en bas de la tribune sont remplacés par des sièges individuels pour plus de confort, réduisant la capacité de la tribune à 13 069 spectateurs.
En 2018, le milieu du spectacle est revu, la scène du chant des moulins est supprimée et une nouvelle scène apparaît, le « Tocsin des âmes », intercalée entre la « Révolte » et les « Adieux ». Les drones Neopters sont remplacés par trente modèles plus stables et pouvant transporter des bannières de 12 m2.
En 2019, la scène du « Rêve » accueille un nouveau décor, une chapelle en ruine détruite par les flammes qui se déploie en quelques secondes, sortant du sol. La voix de Gérard Depardieu est posée sur cette nouvelle scène. Deux cents personnages supplémentaires font leur apparition et de nouveaux costumes sont ajoutés,.
En 2021, lors du tableau de l'entre-deux-guerres dans les années 1930, un MD 312 Flamant surgit dans le ciel et disperse les participants du grand bal populaire en bombardant la scène et le château.
En 2022, la scène de la Première Guerre mondiale est revue avec la construction d'un champ de bataille dans une zone peu profonde de l'étang et l'ajout de tremplins hydrauliques qui simulent l'explosion de mines anti-personnel en projetant les acteurs dans l'eau.
En 2024, une scène est ajoutée à l'occasion des 80 ans de la Libération ; elle est inspirée du débarquement de Provence des hommes du général Jean de Lattre de Tassigny. Des chars américains ont été moulés spécialement pour cette scène.

## Critiques: une vision orientée de l'histoire de la Vendée
Jean-Clément Martin et Charles Suaud, professeur de sociologie à l'université de Nantes et directeur du Centre nantais de sociologie, font remarquer que le spectacle de la Cinéscénie dépeint une société paysanne vendéenne faussement uniforme, « privée de ses contradictions internes », occultant à la fois les affrontements ayant eu lieu en Vendée entre catholiques et protestants pendant les guerres de Religion et les rapports de domination économique et sociale entre nobles et paysans.
Selon France Culture, le spectacle introduit la notion de « génocide vendéen » qui en réalité n'a pas eu lieu : les historiens spécialistes du sujet indiquent simplement qu'il y a eu des « guerres de Vendée », des guerres menées sans volonté d'extermination, même si en 1793 des massacres se sont effectivement déroulés.

Dès le début du projet du Puy du Fou, les historiens Jean-Clément Martin et Claude Langlois ont dénoncé une « instrumentalisation fantaisiste et mensongère de l’histoire au service d’un projet réactionnaire ». En 2019, l'historien Guillaume Mazeau estime que le spectacle véhicule toujours un « combat culturel », et associe la naissance de la République française à un événement génocidaire fantasmé qui construit l'image d'une république qui serait « par nature mauvaise et totalitaire ».
Les recherches contemporaines, notamment celles de Jacques Hussenet ou Jean-Clément Martin, suggèrent des chiffres plus prudents, situant les pertes civiles entre 100 000 et 150 000 morts, sans toutefois exclure l’ampleur des violences. Le débat historiographique reste ouvert, mais le consensus actuel tend à souligner la brutalité des répressions sans pour autant valider l’idée d’un plan d’extermination systématique.
France Culture signale que les massacres en Vendée ont été pendant longtemps passés sous silence par l’historiographie légitime, ce qui a pu créer un sentiment d'injustice, et donc favoriser l'émergence d'une réécriture de l'histoire. Cette « contre-histoire » a été soutenue pendant un temps par certains historiens, créant des polémiques virulentes entre historiens dans la deuxième moitié des années 1980. Selon France Culture, le Puy du Fou, au-delà de son agenda politique et son combat culturel, a participé à l'émergence de ce contre-récit s'introduisant dans les milieux académiques. Le débat a finalement été tranché, l'expertise scientifique rétablissant la réalité historique, celle de l'absence d'intention génocidaire, mais de l'existence de massacres injustement ignorés pendant un temps.

## Chiffres
Une subvention de 60 000 FRF est accordée pour la deuxième saison du son et lumière de la part du comité du tourisme en Vendée et du comité des affaires culturelles du conseil général,.
En 2000, le chiffre d'affaires de La Cinéscénie atteint cinq millions d'euros. En 2001, il est de 5,6 millions pour le son et lumière. En 2002, son chiffre d'affaires atteint 5,6 millions. En 2003, il est de 6,06 millions. Au début des années 2000, il est fréquenté par un peu moins de 400 000 spectateurs annuellement.
En 2024, 400 000 spectateurs ont assisté à La Cinéscénie. L'association compte 4 500 Puyfolais dont 2 600 acteurs,.